# Okres Hlohovec
Okres Hlohovec je jedním z okresů Slovenska. Leží v Trnavském kraji, v jeho východní části. Na severu hraničí s okresem Piešťany a Trnava, na jihu s okresem Galanta a na východě s okresem Nitra a Topoľčany v Nitranském kraji.